# SN 1983D
SN 1983D – supernowa odkryta 15 lutego 1983 roku w galaktyce A032648-5505. W momencie odkrycia miała maksymalną jasność 17,50m.